# Volksbank Rhein-Lippe

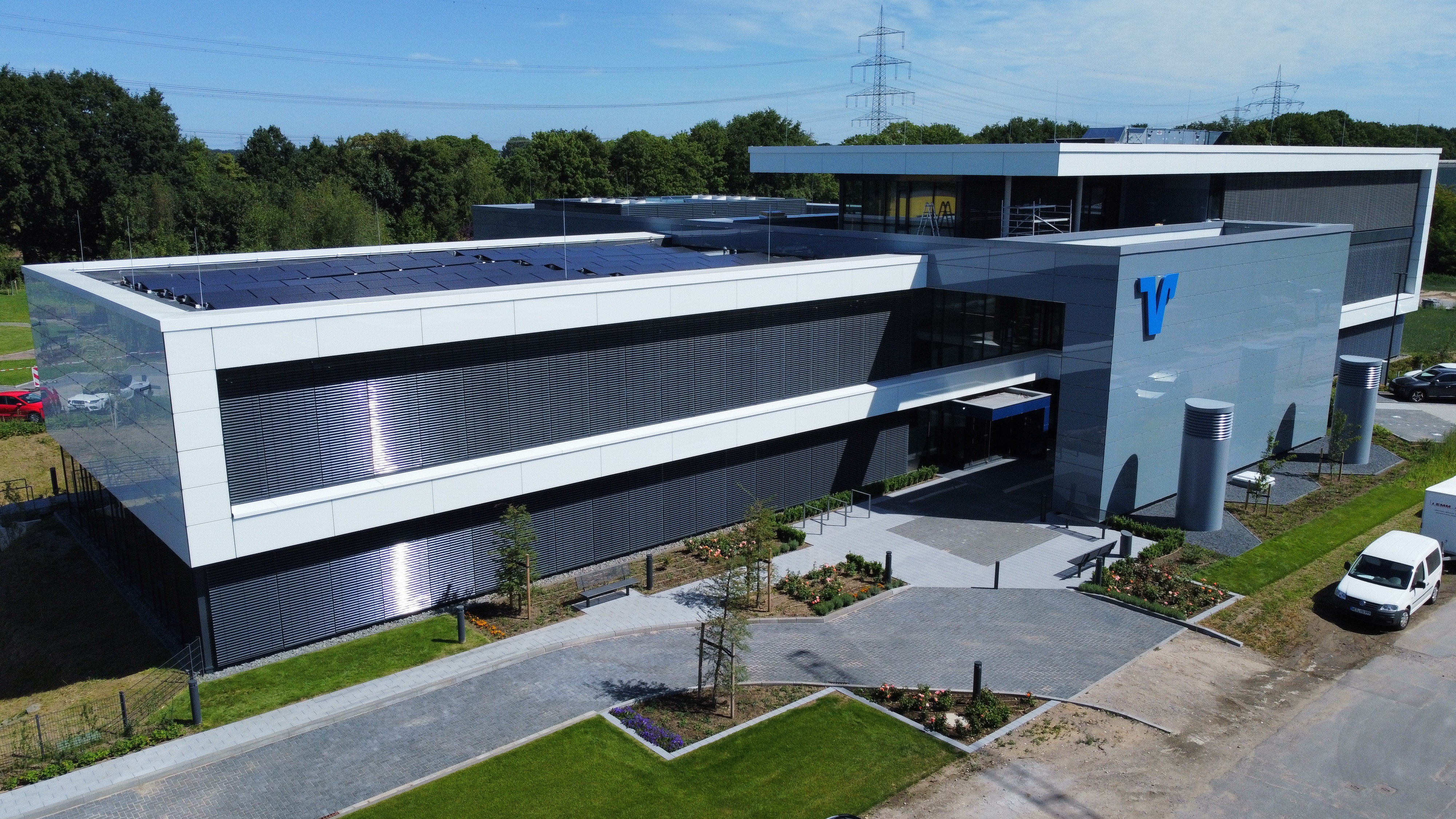
Standort der Volksbank Rhein-Lippe eG in Voerde, Raiffeisenstraße 1

Die Volksbank Rhein-Lippe eG ist eine Regionalbank in der Rechtsform einer eingetragenen Genossenschaft. Der Doppelsitz der Genossenschaftsbank ist in Dinslaken und Wesel, Kreis Wesel (NRW).

## Allgemeines
Die Bank gehört dem Bundesverband der Deutschen Volksbanken und Raiffeisenbanken (BVR) und dessen Sicherungseinrichtung an. Bankstellen der Volksbank Rhein-Lippe eG findet man in der Region Niederrhein im Bundesland Nordrhein-Westfalen. Zum Geschäftsgebiet gehören die Städte Dinslaken, Hamminkeln, Hünxe, Voerde und Wesel.

## Geschichte
Die älteste Säule der Volksbank Rhein-Lippe eG ist der Götterswickerhammer Vorschussverein, der am 28. Dezember 1867 gegründet wurde. Im Jahre 1881 entstand der Bislicher Darlehensverein und 1900 die Spar- und Darlehnskasse Drevenack. Auf diesen drei Säulen basiert die heutige Volksbank Rhein-Lippe eG. Im Jahre 2003 fusionierte die Bank mit der „Volksbank eG, Hamminkeln“ und im Jahre 2018 mit der „Volksbank Dinslaken eG“.

## Bürgerstiftung
Eine Gruppe von Bürgerinnen und Bürgern aus der Region Hamminkeln, Hünxe, Voerde und Wesel ergriff Anfang 2006 gemeinsam mit der Volksbank Rhein-Lippe eG die Initiative und gründete die „KREAKTIV - Kinder fördern - Bürgerstiftung Rhein-Lippe“. Diese war zugleich die 100. Bürgerstiftung Deutschlands.
Ganz gezielt Kinder in der Entwicklung ihrer Kreativität und Gesamtpersönlichkeit zu fördern und einer fortschreitenden Medienabhängigkeit entgegenzuwirken, das ist das Anliegen der KREAKTIV – Kinder fördern – Bürgerstiftung Rhein-Lippe.
Für Kinder und Jugendliche bis 14 Jahre entwickelt, organisiert und begleitet KREAKTIV verschiedenste Projekte und Angebote, um die Entwicklung der Kreativität und den Gemeinschaftssinn zu fördern.

## Tochtergesellschaft
Die Volksbank Immobilien Niederrhein GmbH mit Sitz in Wesel ist eine gemeinsame Tochtergesellschaft der Volksbank Rhein-Lippe eG und der Volksbank Niederrhein eG zur Vermittlung von Immobilien.